# Buisson ardent (film)
Pour les articles homonymes, voir Buisson ardent.
Pour plus de détails, voir Fiche technique et Distribution.
Buisson ardent est un film français réalisé par Laurent Perrin, sorti en 1987.

## Synopsis
Julie, issue d'une famille aisée, et Jean, le fils de la bonne, sont inséparables. Mais Jean doit rejoindre son père à l'étranger et ne revient que dix ans plus tard, très changé et un peu voyou. Il retrouve Julie, fiancée à Henri. Les sentiments qu'ils éprouvent l'un pour l'autre refont alors surface.

## Fiche technique
- Titre : Buisson ardent
- Réalisation : Laurent Perrin
- Scénario : Benoît Jacquot, Guy-Patrick Sainderichin, Laurent Perrin et Marguerite Arnaud
- Producteur : Jean-Luc Ormières
- Photographie : Dominique Le Rigoleur
- Musique : Jorge Arriagada
- Genre : drame
- Pays de production :  France
- Format : Couleurs
- Durée : 90 minutes
- Date de sortie :	
  - France : 20 mai 1987

## Distribution
- Jean-Claude Adelin : Jean
- Jessica Forde : Julie
- Alice de Poncheville : Caroline
- Simon de La Brosse .: Henri
- Anne Brochet : Elisabeth
- Camille Raymond : Julie enfant
- Anouk Ferjac : Christine
- Philippe Morier-Genoud : Le père de Julie
- Catherine Rich : La mère de Julie
- Jacques Boudet :  Le père d'Henri
- Aladin Reibel : Thomas
- Serge Riaboukine : Le serveur Jean
- Corinne Cosson : La patronne du bistrot
- Olivier Grieco : Jean enfant
- Joseph Zimet : Henri enfant
- Sabrina Levanstovski : Caroline enfant